# هانس یواخیم واگنر
هانس یواخیم واگنر (انگلیسی: Hans-Joachim Wagner؛ زادهٔ ۳۱ ژانویهٔ ۱۹۵۵) بازیکن فوتبال اهل آلمان است.
از باشگاه‌هایی که در آن بازی کرده‌است می‌توان به باشگاه فوتبال روت‌وایس اسن و باشگاه فوتبال بروسیا دورتموند اشاره کرد.